# Université de Talca
L'université de Talca (en espagnol : Universidad de Talca) est une université située à Talca, au Chili. L'université est fondée le 26 octobre 1981.

## Professeurs
- Paola Tapia, avocate et femme politique chilienne